# Ameerega erythromos
Ameerega erythromos е вид жаба от семейство Дърволази (Dendrobatidae).

## Разпространение
Видът е разпространен в Еквадор.